# Księżniczka Lillifee
Księżniczka Lillifee (niem. Prinzessin Lillifee) – niemiecki film animowany wyprodukowany w 2009 roku przez Caligari Film i ndF.
Jego światowa premiera odbyła się 26 marca 2009 roku, natomiast w Polsce odbyła się 7 kwietnia 2012 roku w TV Puls. Film został również wydany na DVD.

## Fabuła
Film opowiada o księżniczce zwanej Lillifee, która zamieszkuje zaczarowaną krainę Pinkovia. Pewnego dnia księżniczka Lillifee odkrywa, że psoty innych wróżek mają negatywny wpływ na mieszkańców królestwa.

## Wersja polska
Wersja polska: Studio PRL na zlecenie Welpol Adventure

Reżyseria: Jacek Jarzyna

Dialogi: Marta Robaczewska

Teksty piosenek: Marek Robaczewski

Nagranie piosenek: Aleksander Cherczyński

Kierownictwo produkcji: Maciej Jastrzębski

Głosów użyczyli:
- Julia Kołakowska-Bytner
- Dariusz Błażejewski
- Krzysztof Szczerbiński
- Jacek Jarzyna
- Elżbieta Jędrzejewska
- Grzegorz Drojewski
- Magdalena Krylik
- Karol Wróblewski
- Sebastian Świerszcz

i inni
Opracowanie muzyczne: Konrad Wantrych oraz Agata Sasinowska
Lektor: Jacek Jarzyna